# 이봉희
이봉희(李鳳羲, 1868년 10월 15일 ~ 1937년 1월 28일)는 일제 강점기 독립운동가이다. 신흥학교 교장을 역임하며 독립운동 지도자를 양성했다. 본관은 고성(固城). 안동 출신. 임시정부 초대 국무령 이상룡(李相龍)의 동생이며, 정의부 재무위원인 이광민의 아버지다. 이계동(李啓東), 이상훈(李相勳), 이상희(李相熙), 이경식(李京植), 이기동(李基東) 등 여러 이름을 썼다. 자는 덕초(德初), 호는 척서(尺西). 1990년 대한민국 건국훈장 독립장이 추서되었다.

## 생애
3대에 걸쳐 독립유공자 9명을 배출한 안동 임청각에서 태어났다. 1895년 을미의병에 참여했고, 1905년 이상룡, 박경종 등과 함께 가야산에 의병기지 건설을 도모했으나 일본군의 기습으로 실패했다. 1908년 대한협회 안동지회 설립에 참여해 구국운동을 했다. 1911년 만주로 망명, 경학사를 설립에 참여하는 등 독립운동 기지 건설에 헌신했다. 1914년 신흥학교 교장을 맡아 수많은 독립운동 지도자들을 길렀다.
1915년에 광복단의 단원이 되어 간도에 거주하는 한인들의 생활기반 안정에 힘썼다. 같은 해, 국내에서 조직된 대한광복회 총사령 박상진(朴尙鎭)을 후원하기도 했다. 1919년 서로군정서 창설요원으로 활동했고, 1920년 광복단의 서간도지역 외교원이 되어 중국정부와 교섭해 농토개척권을 얻어내는 한편 화룡현(和龍縣) 일대에서 군자금 모집활동을 했다. 1925년 서간도에서 흑룡강성으로 활동무대를 옮기고 중국공산당 파견원으로서 한인 사회주의자들의 중국공산당 가입을 이끌었다.
1927년 2월부터 흑룡강성 탕원현(湯源縣) 오동하서(梧桐河西)에서 농토개척사업에 힘썼다. 1932년 이상룡의 병이 깊다는 소식을 듣고 하얼빈에서 와서 환국할 것을 설득했으나 거부당했다. 이상룡 사후 이준형 일가가 환국할 때 중국 내 구간을 동행하는 등 직접적인 도움을 주었다. 1937년 1월 28일 하얼빈(哈爾濱) 취원창(聚源昶)에서 70세의 일기로 사망했다. 1990년 국가보훈처에 의해 이상룡(李相龍), 이승화(李承和), 이광민(李光民) 등 재만독립운동가들의 유해와 함께 국내로 봉환되어 국립대전현충원 안장됐다. 1990년 건국훈장 독립장이 추서됐다.

## 가계
- 진외조부[9] : 김진화
  - 조부 : 이종태(李鍾泰)
  - 조모 : 김진화(金鎭華)의 딸 의성 김씨
  - 부친 : 이승목(李承穆)
  - 모친 : 권진하(權鎭夏)의 딸 안동 권씨
    - 형님 : 이상희(李象羲), 일명 이상룡(李相龍)
      - 조카 : 이준형(李濬衡)

    - 형님 : 이용희(李龍羲), 일명 이상동(李相東)
      - 조카 : 이형국(李衡國)
      - 조카 : 이운형(李運衡)

  - 당숙 : 이승화(李承和)

- 부인 : 장복길(張復吉)의 딸 인동 장씨
  - 아들 : 이문형(李文衡), 일명 이광민(李光民)
    - 손자 : 이석화(李錫華)

  - 아들 : 이인형(李仁衡), 일명 이광국(李光國)

## 참고 자료
- 이종서 《군자불기의 임청각, 안동 고성이씨 종가》2016
- 주동욱 《신흥무관학교 항일독립운동의 요람》 2013
- 허은 《아직도 내 귀엔 서간도 바람소리가》 2010
- 채영국 《서간도 독립군의 개척자 이상룡의 독립정신》 2007
- 국가보훈처 독립유공자(공훈록)
- 경상북도 독립운동 기념관
- 디지털안동문화대전
- 유교넷 (안동)독립운동가 700인